# Herb Segedyna
Herb Segedyna – jeden z symboli miejskich Segedyna.

## Wygląd i Symbolika
Na tarczy dwudzielnej w słup, w polu heraldycznie prawym niebieskim dwa srebrne skosy. Na polu heraldycznie lewym złotym pół orła czarnego z głową w lewo. Pola otacza złota bordiura. Nad hełmem w koronie, na kępie zielonej jagnię srebrne. Labry z prawej czerwone podbite srebrem, z lewej niebieskie podbite złotem.

## Historia
Początki miasta sięgają już epoki rzymskiej. Podczas swej historii, miasto posługiwało się wieloma symbolami. Herb miasta w dzisiejszym kształcie nadał król Karol III w dniu 21 maja 1719, kiedy miasto ponownie stało się Królewskim Wolnym Miastem. W 1848 roku herb został zmieniony. Jego dzisiejszą wersię przywrócono dopiero po 1989.